# Станіслав Зайончковський
Д-р Станіслав Францішек Зайончковський (пол. Stanisław Franciszek Zajączkowski ; 29 січня 1890, Львів — 10 жовтня 1977, м. Лодзь, Польща) — польський історик-медієвіст, архівіст. Учень С. Закшевського. Д-р габілітований з історії середньої віків (1930).

## З життєпису
Вчився на правничому і філосоському факультетах, також у 1908—1913 роках вивчав історію у Львівському університеті імені Яна Казімежа. Брав участь у 1-й світовій війні, під час якої потрапив у російський полон.
Повернувся додому, у 1921 році здобув ступінь доктора історії (інші дані — філософії). У 1921–32 роках працював у Державному архіві Львова (1927–28 стажувався у Практичній школі вищих студій в Парижі). У 1926-26 — асистент, від 1926 — викладач Львівського університету.
У м. Вільно (нині Вільнюс): 1931–32 роки — приват-доцент, 1932–37 — надзвичайний, від 1937 року — звичайний професор, у 1937-38 — декан гуманістичного виділу (відділу), у 1938-39 роках — проректор Університету ім. С. Баторія; 1940–45 — співробітник Державного архіву міста.
З 1945 року працював в університеті Лодзі: завідувач кафедрою історії середньовічної Польщі, декан гуманітарного (1946–48) і філософсько-історичних (1956–60) факультетів. Досліджував історію середньовічних Литви і Польщі та їх взаємини з хрестоносцями, окремі питання історії Львова, зокрема описав архів та історію Львівської католицької капітули, де збереглися давні документи з історії міста.
Автор праць:
- Archiwum Kapituły Łacińskiej we Lwowie, 1923;
- Z dziejów Katedry lwowskiej, 1924;
- Studia nad dziejami Żmudzi wieku XII, 1925;
- Polska a Zakon Krzyżacki w ostatnich latach Władysława Łokietka, 1929;
- Dzieje Litwy pogańskiej do 1386 r., 1930;
- Zarys dziejów Zakonu krzyżackiego w Prusach. — Toruń, 1934.

Батько медієвіста Станіслава Маріяна Зайончковського (пол. Stanisław Marian Zajączkowski).